# Макленнан, Стюарт
Стюарт Макленнан (англ. Stewart Bell Maclennan, 14 мая 1903, Данидин — 6 июля 1973) — новозеландский художник, был директором Национальной художественной галереи Новой Зеландии. 
Макленнан родился 14 мая 1903 года в Данидине. Художественное образование он получил в Школе искусств Данидина и Королевском колледже искусств в Лондоне. В 1946 году он стал ответственным за образование в Национальной художественной галерее, а два года спустя был назначен её директором. Он оставался на этой должности до 1968 года. С 1943 по 1949 год он был членом Совета Новозеландской академии изящных искусств, а с 1949 по 1959 год — вице-президентом.
В 1968 году в честь Дня рождения королевы Макленнан был удостоен звания Офицера Ордена Британской империи в знак признания его заслуг на посту директора Национальной художественной галереи.
Макленнан умер 6 июля 1973 года, и его прах был захоронен на кладбище Макара.